# Ariete (cantante)
Ariete, pseudonimo di Arianna Del Giaccio (Anzio, 27 marzo 2002), è una cantautrice italiana.

## Biografia
All'età di otto anni, con l'aiuto di una suora, ha iniziato a suonare la chitarra e dopo pochi anni il pianoforte, dopodiché ha cominciato a scrivere e comporre i primi pezzi. Apertamente bisessuale, nelle sue canzoni parla di relazioni tossiche, irraggiungibili o finite male. È molto attiva in ambito politico e ne parla apertamente sui social oltre che durante i suoi concerti.
A diciassette anni ha partecipato alla tredicesima edizione italiana di X Factor, superando le prime fasi di selezione ma venendo comunque eliminata ai Bootcamp. Ad agosto del 2019 è uscito su YouTube il suo primo singolo Quel bar, distribuito il 15 novembre sulle piattaforme di streaming. A dicembre 2019 è uscito 01/12. La cantautrice ha firmato poi un contratto con la casa discografica Bomba Dischi e nel maggio del 2020 in piena quarantena, ha pubblicato l'EP d'esordio Spazio, il quale ha visto i brani Amianto e Pillole venire certificati disco d'oro.
Il 16 settembre esce il singolo Tatuaggi in collaborazione con il gruppo musicale Psicologi, certificato disco di platino, mentre l'11 novembre ha pubblicato 18 anni, singolo anticipatore dell'omonimo EP uscito il 3 dicembre, contenente il brano Mille guerre che è stato certificato disco d'oro. A dicembre ha collaborato con Sir Prodige per il singolo Aries.
Nel corso del 2021 ha cantato in collaborazione in brani di Alfa, Novelo, Tauro Boys, dei Bnkr44 e di Rkomi, ottenendo con quest'ultimo un disco di platino per il brano Diecimilavoci. Il 26 aprile dello stesso anno è stata pubblicata la prima raccolta dell'artista, pubblicata esclusivamente in formato vinile.
Il 3 maggio 2021 ha pubblicato il singolo L'ultima notte, utilizzato anche come spot del Cornetto Algida e certificato triplo disco di platino. A inizio 2022 ha collaborato con Tenth Sky per Capelli blu, con Sick Luke e Mecna per Il giorno più triste del mondo nell'album X2. Il 25 febbraio ha pubblicato il suo primo album in studio Specchio, contenente undici brani, con la partecipazione di Franco126 nella traccia Fragili e Madame nella traccia Cicatrici, certificata successivamente oro. È stato anticipato dai singoli L, certificato oro, e Club. L'album ha esordito al quarto posto della Classifica FIMI Album.
Nel 2022 ha organizzato un tour musicale in tutta Italia, intitolato Specchio tour. Nello stesso anno la rivista Forbes Italia l'ha inserita tra gli under 30 italiani che avranno maggiore impatto nel futuro per la categoria musica. Nel mese di giugno ha pubblicato il singolo Tutto (con te).
Nel febbraio 2023 ha partecipato per la prima volta in gara al 73º Festival di Sanremo con il brano Mare di guai, una ballata in cui ha raccontato la fine della relazione con la sua precedente fidanzata, il primo brano nella storia della kermesse a cantare di una relazione omosessuale. Al termine della manifestazione in brano si è classificato al quattordicesimo posto. Il 19 maggio 2023 ha pubblicato il singolo Un'altra ora, in rotazione dalla stessa giornata della pubblicazione. L'11 settembre è uscito il singolo Rumore, incluso insieme ai due precedenti singoli nel suo secondo album in studio La notte, pubblicato il 22 dello stesso mese.
Nel 2024, in occasione del Concerto del Primo Maggio, Ariete ha cantato per la prima volta in pubblico il suo singolo inedito Ossa rotte, che è stato pubblicato il 3 maggio seguente. Nello stesso anno ha intrapreso il tour estivo La notte d'estate, esibendosi in 7 città italiane tra cui Milano, Napoli, Palermo e Roma.

## Discografia

### Album in studio
- 2022 – Specchio
- 2023 – La notte

### Raccolte
- 2021 – Ariete

## Tournée
- 2021 – Ariete in tour/Estate 2021[36]
- 2022 – Ariete - Specchio tour 2022
- 2023 – Ariete tour 2023
- 2024 – La notte d'estate

## Partecipazioni a manifestazioni canore
- Festival di Sanremo (Rai 1)
  - 2023 – 14º posto con Mare di guai

## Riconoscimenti
- Forbes Italia
  - 2022 – Inserimento tra gli under 30 italiani di maggiore impatto nel futuro nella categoria "Musica"[26]